# Eduard Son
Eduard Son   (Kharagandí, 18 d'agost de 1964) és un exfutbolista kazakh, d'origen coreà (Koryo-saram), de la dècada de 1980.
Pel que fa a clubs, defensà els colors de FC Kairat, FC Dniprò, GFCO Ajaccio i Sporting Perpinyà.